# پوشش پرشی
پوشش پرشی یا پوشش چشم‌پرشی (به انگلیسی: Saccadic masking) یا سرکوب چشم‌پرشی بینایی (به انگلیسی: visual saccadic suppression) پدیده‌ای در ادراک بصری است که در آن مغز، در هنگام حرکت چشم، عمداً مانع پردازش بصری می‌شود تا فرد از حرکت چشم ( و از تاری حرکتی حاصل از آن) و همچنین از وقفه‌های موجود در ادراک بصری آگاه نشود.
این پدیده اولین بار توسط اِردمن و دوج در سال ۱۸۹۸ مشاهده شد. آنها در یک آزمایش غیرمرتبط متوجه شدند که شخص هیچگاه نمی‌تواند پرش‌های چشم خود را ببیند. این آزمایش را به راحتی می‌توان با نگاه کردن به آینه از یک چشم و به‌طور همزمان نگاه کردن به یک آینهٔ دیگر از چشم دیگر تکرار کرد. فرد هیچگاه چشمان خود را در حال حرکت مشاهده نمی‌کند حال‌آنکه یک ناظر دیگر به وضوح حرکت چشمان او را می‌بیند.